# Povestea jucăriilor 4
Povestea Jucăriilor 4 este un film de animație american din 2019 și al patrulea din franciza Povestea jucăriilor. Este produs de studiourile Pixar și distribuit de Walt Disney Pictures. Regizat de Josh Cooley, scenariu revenindu-i lui Stephany Folsom si Andrew Stanton, Cooley redactând povestea filmului alături de John Lasseter și Stanton, care au fost co-regizorii primelor două pelicule din trilogie.